# 上海杨浦足球学校
上海杨浦青少年业余足球学校，因为其所在地又被普遍称为白洋淀足校，是上海最著名的青少年足球训练基地之一。
中国足球1993年开始职业化之前，学校所在的白洋淀足球场就是杨浦区少体校足球队的驻地，是排在上海市队、上海市少体校队之后的第三级区少体校队伍之一。此后随着俱乐部梯队的出现以及2002年以后中国足球整体发展的影响，政府出资的青少年足球训练体制在上海逐渐消失，白洋淀也成为最后的一根独苗。虽然白洋淀足校曾经培养出了大量国家队、国奥队的球员，但是却面临资金、生员等各方面的压力。

## 著名球员
- 申思
- 虞伟亮
- 孙祥
- 孙吉
- 王赟
- 沈龙元
- 邱盛炯
- 陈雷
- 顾斌
- 杨纯刚